# Zon Guitars
Zon Guitars è un produttore di bassi elettrici fondato nel 1981 Joseph Zon. L'azienda è conosciuta per l'uso di forme e materiali non convenzionali nella costruzione degli strumenti.

## Storia
Il bassista Michael Manring ha collaborato con Zon Guitars nella metà degli anni '80 per lo sviluppo e la realizzazione dell'innovativo Zon Hyperbass, un basso che permette al musicista di ri-accordarlo mentre viene suonato.